# タマムシ
タマムシ科は日本国内にも多くの種類があるが、中でも標準和名タマムシ（ヤマトタマムシ、学名：Chrysochroa fulgidissima (Schonherr, 1817)）として知られる種は、美しい外見を持つことから古来より珍重されてきた。日常的にはタマムシと言えばこの種をさすと見ていい。別名にヤマトタマムシ、フタスジアオタマムシ、フタスジルリタマムシなどがある。

## 特徴
細長い米型の甲虫で、全体に緑色の金属光沢があり、背中に虹のような赤と緑の縦じまが入る。天敵である鳥は、「色が変わる物」を怖がる性質があるため、この虫が持つ金属光沢は鳥を寄せ付けない。
体長は30～40mm。頭部は複眼の間の顔面が深くえぐれ、頭部中央には縦溝があり、その両側面は点刻が多い。複眼は雄で雌に較べて大きく膨らんでいる。触角は第4節以降が軽く鋸歯状になっている。前胸背の背面は両端近くでは点刻が多く、それが互いに癒合しているが、中央近くではそれはずっと少なくてほぼ滑らかとなっている。小楯板は見えない。前翅の背面には4条の縦方向の隆起が走るが、基部近くでは不明瞭となる。点刻は細かく小さく、それが不揃いにあって、縁に近いほど多くなる。前翅の先端は犬歯のように小さく尖り、その外側では不規則に軽い鋸歯のようになっている。体下面に雄では銀灰色の柔らかな毛が多い。腹部末端の節は雄では三角形に窪み、雌では丸く終わる。体色は全身の地色が美しい金緑色で、前胸背の背面両側と前翅にある縦条の2番目と3番目の間に銅紫色の縦帯が走る。触角は基部の3節が体色と同じで、それより先は黒くて光沢がない。腹面と歩脚もほぼ背面と同色ながら腹部と胸部の中央は金赤色を帯びる。

## 生態など
日差しの強い日によく活動し、成虫の餌であるエノキやケヤキなどの生える広葉樹林を飛び、夜間は幹の陰に潜む。北海道には分布していない。エノキやケヤキ、マキなどの高所の幹をのこぎりで挽くと、その香りを求めて切り口付近によく集まり、数匹で乱舞することもある。一方で垣根の乾燥した竹や一本だけ突き出た枯れ枝で日光浴する個体もよく見かけられる。警戒心が強く動きは機敏だが、人間が2m位に近づくとぴたりと動きを止め、更に近づくと飛び去ったり、茂みに落下したりして姿を消す。
卵はエノキ、マキ、ナツメ、リンゴ等の樹皮の割れ目や傷跡に生み付けられる。幼虫は幹の奧深く楕円形の穴を幹に沿って空けて食害するため、表面からは見つけにくい。風雨で幹が折れたり木が倒れたりする事故の原因となり得る害虫であり、果樹園経営者や庭師などには忌み嫌われる。

## 分布
日本では本州（東北南部以南）､四国、九州、佐渡、対馬、それに南西諸島の屋久島、種子島、奄美大島、徳之島、沖永良部島、沖縄島にみられ、国外では朝鮮半島南部、中国中南部から台湾、インドシナ半島にまで分布する。

## 分類など
南西諸島の奄美大島から沖縄島にかけての島々のものは、体格がより太く短く、点刻がより強く、背面の赤い筋紋が赤さび色を帯び、またやや内側に寄るなどの違いが見られ、亜種のオオシマルリタマムシ ssp. alternans とされる。
また、本種の属するルリタマムシ属には日本にはもう1種、オガサワラタマムシ C. holstii があり、この種は小笠原諸島の固有種で、全身青緑で前翅の先端が赤くなる程度であり、本種との区別は容易である。

## 利用など
この種の上翅（鞘翅）は構造色によって金属光沢を発しているため、死後も色あせず、装身具に加工されたり、法隆寺宝物「玉虫厨子」の装飾として使われたりしている。加工の際には保存性を高める為にレジンに包む事もある。「どのようにも解釈ができ、はっきりとしないもの」の例えを玉虫色というのは、光の具合で羽の色が変わってみえるこの虫に因む。日本には、タマムシを箪笥に入れておくと着物が増えるという俗信がある。